# 普拉特科湖
53°10′38″N 13°21′52″E / 53.17722°N 13.36444°E

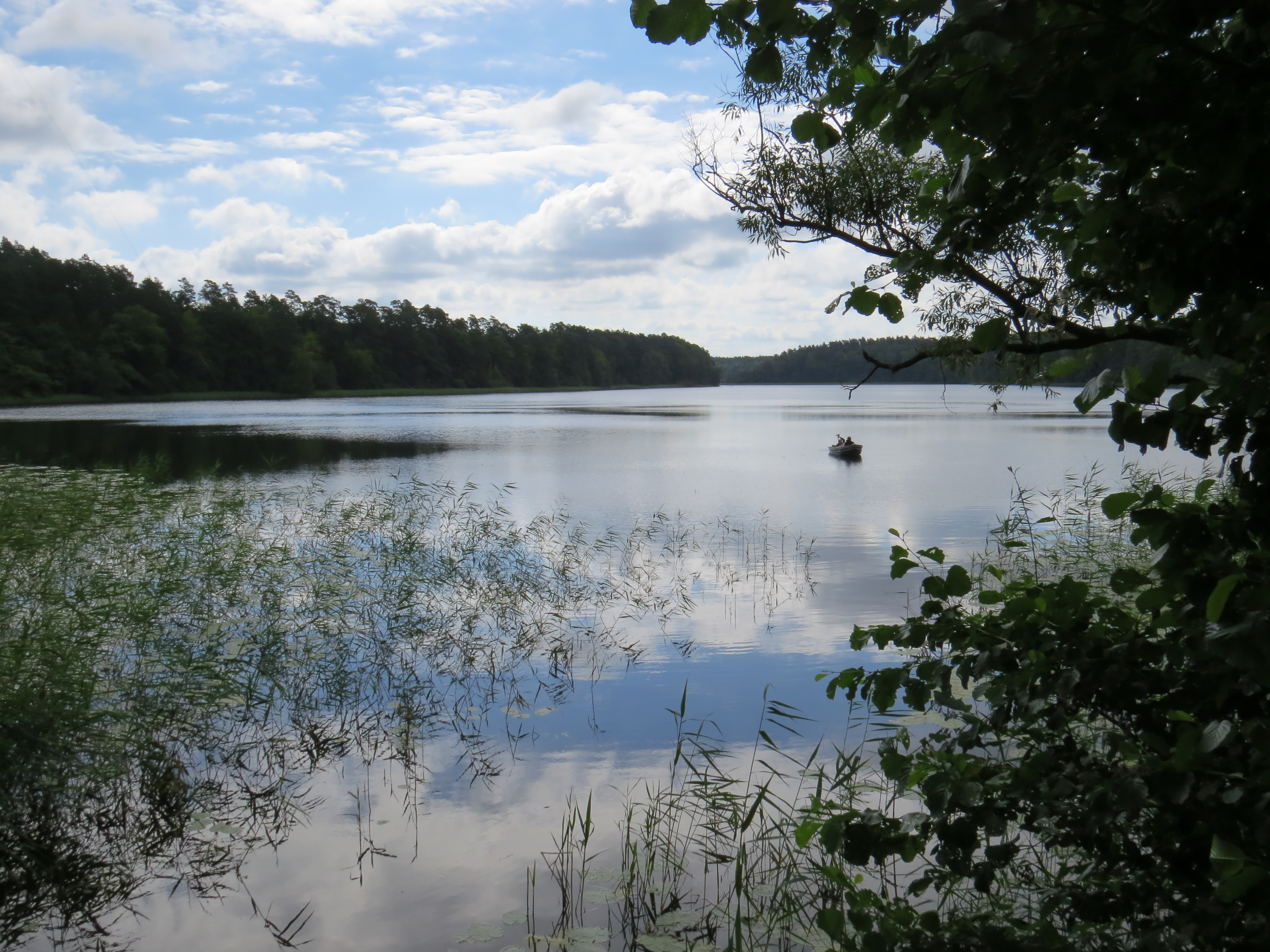

普拉特科湖（德語：Platkowsee），是德國的湖泊，位於該國西南部，由勃蘭登堡州負責管轄，處於烏克馬克縣，面積0.7平方公里，海拔高度54米，最大水深10米，水體容量441萬立方米。